# アブデラティエフ・アブヘイフ
アブデラティエフ・アブヘイフ（Abdellatief Abouheif、1929年-2008年）は、エジプトの男子競泳選手。
1964年、1965年、1968年に世界プロマラソンスイミング協会選手権で優勝するなど、68大会以上のオープンウォータースイミングの世界大会へ出場している。1998年に国際水泳殿堂入りしている。